# Пловская (Архангельская область)
Пловская — деревня в Вельском районе Архангельской области. Входит в состав Муниципального образования «Благовещенское».

## География
Деревня расположена в южной части Архангельской области, в таёжной зоне, в пределах северной части Русской равнины, в 60,5 километрах на север от города Вельска, на левом берегу реки Устья притока Ваги. Ближайшие населённые пункты: на севере деревня Олюбинская, на юге село Благовещенское, являющееся административным центром муниципального образования.
Часовой пояс
Пловская, как и вся Архангельская область, находится в часовой зоне МСК (московское время). Смещение применяемого времени относительно UTC составляет +3:00.

## Население
| 2002 | 2010 | 2012 | 2014 |
| ---- | ---- | ---- | ---- |
| 108  | ↘80  | ↘78  | ↗92  |

## История
Деревня не указана в «Списке населённых мест по сведениям 1859 года», а в «Списке населенных мест Архангельской губернии на 1 мая 1922 года» в деревне Пловская(Плоска) 7 дворов, 25 мужчин и 33 женщины. В административном отношении деревня входила в состав Благовещенского сельского общества Благовещенской волости Шенкурского уезда.